# Victory Through Air Power (film)
Victory Through Air Power (Zwycięstwo poprzez użycie sił powietrznych) – amerykański film propagandowy wyprodukowany przez Walta Disneya podczas II wojny światowej. W filmie wykorzystano elementy animacji, jak również klasyczną technikę filmową. Dzieło przedstawiało, w przystępnej formie, idee Aleksandra Siewierskiego, dotyczące roli sił powietrznych w konflikcie zbrojnym. Muzyka filmu nominowana była do nagrody Akademii Filmowej.

## Historia

### Geneza
W latach 20. i 30. XX wieku, w Stanach Zjednoczonych ścierały się koncepcje dotyczące roli sił powietrznych w przyszłych konfliktach zbrojnych. Początkowo przewagę zdobywali zwolennicy decydującej roli lotnictwa bombowego, które miało za zadanie zniszczyć potencjał przemysłowy i militarny przeciwnika dzięki masowym bombardowaniom. Rola lotnictwa myśliwskiego miała sprowadzać się do zadań czysto defensywnych, obrony własnego terytorium i przechwytywania nieprzyjacielskich wypraw bombowych na dalekich podejściach do celów. Wierzono, że silne uzbrojenie strzeleckie, prędkość i pułap są wystarczającymi cechami bombowców aby umożliwić im podejmowanie dalekich wypraw i zapewnić ochronę przez zestrzeleniem. Człowiekiem, który przeciwstawiał się tym koncepcjom był Aleksandr Prokofjew-Siewierski. W 1942 roku opublikował książkę Victory Through Air Power. Zgadzając się z ogólną wizją roli lotnictwa bombowego w niszczeniu potencjału przeciwnika, zdecydowanie większą rolę niż dotychczas przyznawał lotnictwu myśliwskiemu. Widział w nim podstawowy element decydujący o wywalczeniu przewagi powietrznej. Widział myśliwce nie tylko w roli obrony własnego terytorium, ale jako siłę atakującą przeciwnika na ziemi, morzu i w powietrzu. Miały być to samoloty ofensywne, myśliwsko bombowe, aktywnie włączające się do działań zaczepnych. Niestety dla Siewierskiego nie cieszył się on zbyt wielkim uznaniem wśród decydentów United States Army Air Forces. Do jego oponentów należał między innymi generał Henry H. Arnold, głównodowodzący USAAF.

### Film
Po przystąpieniu Stanów Zjednoczonych do wojny, United States Army zleciło wytwórni Disneya produkcję filmów szkoleniowych dla wojska. W 1943 roku Disney zwrócił uwagę na książkę Siewierskiego Victory Through Air Power. Disney na własny koszt wyprodukował film, w którym wystąpił sam Siewierski opowiadając o roli poszczególnych elementów lotnictwa w doprowadzeniu do zwycięstwa w wojnie. Film trafił do szerokiej rzeszy odbiorców. Widział go między innymi brytyjski marszałek lotnictwa John Slessor, który poparł tezy propagowane w filmie przez Siewierskiego. Slessor namówił do obejrzenia filmu premiera, Winstona Churchilla. Podczas spotkania w Quebecu w 1943 z prezydentem Stanów Zjednoczonych Franklinem Delano Rooseveltem, Churchill niemal siłą namówił również jego do obejrzenia filmu Disneya. Efekt był natychmiastowy, mając takich sprzymierzeńców idee Siewierskiego wymusiły na USAAF zmianę poglądów dotyczących roli lotnictwa we współczesnym konflikcie zbrojnym. Nadużyciem byłoby stwierdzenie, że film Disneya był jedynym powodem zmiany w taktyce i strategii użycia lotnictwa przez USAAF jednak był ważnym elementem, który ową zmianę spowodował.